# Pomnik Nieznanego Żołnierza w Opocznie
Pomnik Nieznanego Żołnierza w Opocznie – pomnik upamiętniający Polaków walczących o niepodległość ojczyzny w latach 1914–1920 oraz 1939–1945. 
Monument znajduje się na Placu Zamkowym w Opocznie. Ten obelisk z piaskowca odsłonięto w 10. rocznicę odzyskania przez Polskę niepodległości, 11 listopada 1928 r. Ustawiono go na miejscu zburzonej wcześniej cerkwi prawosławnej. Projektantem budowli był inżynier Józef Nejman, a wykonawcą W. Palus – kamieniarz z gminy Machory. Początkowo pomnik miał upamiętniać wszystkich Polaków walczących w latach 1914–1920 o niepodległość ojczyzny (od strony południowej na cokole widnieją daty „1914–1920”). Po II wojnie światowej od strony północnej dodano napis „1939–1945 Poległym za Ojczyznę Mieszkańcom Ziemi Opoczyńskiej”, co symbolizuje, że pomnik ma upamiętniać również Opocznian poległych w walce za ojczyznę w czasie II wojny światowej. 
Budowla jest ustawiona na podstawie składającej się z trzech stopni. Na jednym ze stopni widnieje podpis kamieniarza „W. Palus gm. Machory”. Szczyt pomnika jest ozdobiony płaskorzeźbą przedstawiającą Krzyż Walecznych z orłem w koronie. Pomimo tego symbolu obelisk przetrwał czasy okupacji hitlerowskiej i Polski Ludowej.
W 2016 r. przeprowadzono prace renowacyjne pomnika. Pod cokołem umieszczono też „kapsułę czasu”, do której włożono fotografie, gazety, monety oraz list. Odnowiony pomnik odsłonięto uroczyście 11 listopada 2016.